# Panama
Panama je najjužnija država Srednje Amerike. Obuhvaća dio kopnenog mosta koji spaja kontinente Sjevernu i Južnu Ameriku i koji zovemo Panamskom prevlakom. Panama graniči s Kostarikom na zapadu i Kolumbijom na istoku. Na jugu izlazi na Tihi ocean, a na sjeveru na Karipsko more. 
Strateški položaj Panamske Republike ogleda se u nadzoru važnoga pomorskog i trgovačkog prolaza: Panamskog kanala.

## Etimologija
Točno podrijetlo naziva Panama je nepoznat. Prema jednoj teoriji, taj naziv potječe od vrste drveta Sterculia apetala koje se uobičajeno može pronaći na ovom području. Prema drugoj teoriji, naziv potječe od riječi "bannaba" na jeziku plemena Kune, što znači "udaljen" ili "daleko". Prema trećoj teoriji, prvi doseljenici su u Panamu došli u kolovozu, kada je populacija leptira bila na vrhuncu, te da je značenje imena Panama zapravo "mnogo leptira" na nekolicini indijskih jezika koji su se koristili na tom području prije španjolske kolonizacije.

## Povijest
Prvi tragovi ljudskih populacija na području Paname sežu 12 000 godina u prošlost.
Prije dolaska Europljana na području Paname žive indijanski narodi Chibchan i Chocoan. Prvi Europljanin koji dolazi na ovaj prostor je Rodrigo de Bastidas ploveći 1501. zapadno od Venezuele u potrazi za zlatom. Godinu dana kasnije Kristofor Kolumbo posjećuje ovo područje i osniva kratkotrajnu naseobinu. Nakon što je Vasco Núnez de Balboa 1513. dokazao da je Panamska prevlaka kopneni put između dva mora, Panama postaje stjecište putova i trgovine Španjolskog Carstva u Novom svijetu. Uspjeh Španjolaca imao je i ovdje tamnu stranu – stradanje i pljačku domorodačkog stanovništva.
Panama je ostala španjolskom kolonijom 300 godina, od 1538. do 1821. kada postaje pokrajinom Kolumbije. U studenome 1903. Sjedinjene Američke Države pomažu panamski ustanak, odcjepljenje i osamostaljenje od Kolumbije. Tijekom 20. stoljeća panamska vlast često prolazi kroz periode političke nestabilnosti i korpucije. 1989. za vrijeme vlasti generala Manuela Noriege vojska SAD-a započinje napad na Panamu, nekoliko dana prije nego što je Panamski kanal trebao prijeći u panamsku nadležnost.
Sjedinjene Države su predale Panamski kanal, infrastrukturu i administraciju Panami tek 31. prosinca 1999.

## Vanjska politika
U statusu je promatrača u Andskoj grupi zemalja.

## Gospodarstvo
Zbog svog ključnog zemljopisnog položaja, ekonomija Paname je orijentirana na pružanje usluga: bankarskih, trgovačkih i turističkih. Nakon dobivanja kontrole nad Panamskim kanalom 1999., otvaraju se mogućnosti za nove projekte.

## Teritorijalna podjela
Panama se satoji od 9 provincija i 5 regija (comarca) 
- Bocas del Toro, glavni grad Bocas del Toro
- Chiriquí, David.
- Coclé, Penonomé
- Colón, Colón City
- Darien, La Palma
- Herrera, Chitré
- Los Santos, Las Tablas
- Panamá, Panama City
- Veraguas, Santiago de Veraguas.

Comarce
- Embera Comarca, 4.383,6 km². Glavni grad Union Choco. Utemeljena 1983.
- Kuna Yala Comarca (San Blas). Glavni grad El Porvenir.
- Ngöbe-Buglé Comarca, utemeljena 1997. Glavni grad Chichica.
- Kuna de Madugandí, utemeljena 1996. Glavni grad Akua Yala.
- Kuna de Wargandí, 775 km² (299 četv. milja); utemeljena 2000. Glavno središte je Nurra.

## Stanovništvo
Većinu stanovništva čine mestici, te miješano indijansko, španjolsko i kinesko stanovništvo. 194 269 panamskih državljana govori nekim od indijanskih jezika kao materinskim (8.3% od ukupnog stanovništva), a najrasprostranjeniji je guaymi (170 000).
Dominira katolička vjera: oko 80% populacije. Katoličanstvo je i službena vjera u Panami. Od ostalih vjeroispovjesti ima najviše protestanata, nešto muslimana, pripadnika Bahai vjere, židova i hindusa.
Indijanci pripadaju grupama poznatim kao Chibchan, Talamancan, Chocoan podijeljenim u više plemena, nasaeljenih uglavnom u tropskoj šumi, to su: Guaymi (Murire, Move ili Ngäbe, Valiente, Urraca †, Doleguas, Muite, Muoi, Penomeño, Nata) †, Dorasque (Burica, Changuena, Dorasque; Chaliva, Changuena, Chiru †, Duy, Escoria), Cuna (San Blas, Cuna, Chucunaque, Bayano, Cueva, Coiba †, Mandinga, Caimanes), Chocó (Catío, Empera, Noanama), Talamanca (Terraba, Tojar †, Teshbi, Bribri).